# Economia da Guiné-Bissau
Um dos países mais pobres do mundo, a economia legal da Guiné-Bissau depende principalmente da agropecuária e da pesca. As plantações de caju cresceram consideravelmente nos últimos anos. O país exporta peixe e frutos do mar assim como pequenas quantidades de amendoim, palmito e madeira.
O arroz é o principal cultivo e alimento básico. Entretanto, combates intermitentes entre as tropas do governo, apoiadas pelo Senegal e uma junta militar destruíram muito da infraestrutura e causaram grande prejuízo à economia em 1998. A guerra civil levou a uma redução de 28% do produto interno bruto naquele ano, com uma recuperação parcial no período 1999-2002. A produção agrícola caiu algo em torno de 17% durante o conflito, assim como a produção de castanhas de caju caíram até 30%. Piorando a situação, no ano 2000 o preço das castanhas caíram em 50% no mercado internacional, aumentando a devastação começada com a guerra civil.
Em dezembro de 2003 o Banco Mundial, o FMI e a UNDP foram forçados a intervir para fornecer auxílio orçamentário de emergência num total de US$ 107 milhões para o ano de 2004, o que representou mais de 80% do orçamento do país. A combinação de perspectivas econômicas limitadas, um governo central fraco e dirigido por uma facção e uma posição geográfica favorável tornaram este país da África Ocidental uma escala do tráfico de drogas para a Europa, especialmente em várias ilhas não habitadas do Arquipélago de Bijagós. Estima-se que passem pelo país US$ 1 bilhão em drogas por ano.

## Dados de 2015
- PIB: Paridade de Poder aquisitivo - $1.8 billion (2015 est.)
- PIB: Taxa de crescimento real: 9.5% (2015)
- PIB: Per capita: Paridade de Poder aquisitivo- $2,393 (2015)
- PIB: Por setor:
  - Agricultura: 54%
  - Indústria: 11%
  - Serviços: 35% (1996)
- População abaixo da linha de pobreza: 50% (1991)
- Poder de consumo das classes:
  - 10% mais pobre: 0.5%
  - 10% mais rica: 42.4% (1991)
- Inflação (preços ao consumidor): 5.5% (1999)
- Força de trabalho: 480,000
- Força de trabalho - por ocupação:
  - agricultura 78,8%
  - Indústrias: processamento de produtos agrícolas, bebidas.
- Crescimento da produção industrial: 2.6% (1997)
- Eletricidade - produção: 40 GWh (1998)
- Eletricidade - production por fonte:
  - Combustível fóssil: 100%
  - hidroelétrica: 0%
  - nuclear: 0%
  - Outro: 0% (1998)
- Eletricidade - consumo: 37 GWh (1998)
- Eletricidade - exportação: 0 Wh (1998)
- Eletricidade - importação: 0 Wh (1998)
- Agricultura - produtos: arroz, farinha, feijão, tapioca, castanhas de caju, amendoim, sementes de palma, algodão; madeira; pescado.
- Exportação: $26.8 milhões (1998)
- Importações: $22.9 milhões (1998)
- Parceiros comerciais: Portugal, França, Senegal, Países Baixos (1997)
- Dívida Externa: $921 milhões (1997 est.)
- Ajuda internacional: $115.4 milhões (1995)

Mintida Ass: Isma Maisa-Facebook